# Schlaga (Probstzella)
Schlaga ist ein Weiler von Probstzella im Landkreis Saalfeld-Rudolstadt in Thüringen.

## Geografie
Unweit der Straße von Großgeschwenda nach Schweinbach liegt die Steinerne Heide in der Höhe von 550 m ü. NN. Der Weiler befindet sich aber in einer kleinen Quellmulde des Tafelbaches.

## Geschichte
Am 29. Juni 1414 wurde erstmals der Weiler urkundlich genannt. Der Name Schlaga ist vom Holzeinschlag abgeleitet worden. 1426 gehörte der Weiler bis zur Reformation zur wettinischen Herrschaft und zu den Zinsdörfern der Benediktinerabtei Saalfeld, danach zum Amtsbezirk Gräfenthal. Ackerbau und Viehzucht wurde auf den schon besseren Böden intensiver betrieben.

## Kultur und Sehenswürdigkeiten
Im Ort befindet sich eine kleine romanische Saalkirche mit eingezogenem Chor aus der Mitte des 12. Jahrhunderts. Nach Zerstörungen im Dreißigjährigen Krieg wurde sie 1650 wiederhergestellt. Im Jahr 1785 erfolgten diverse Veränderungen: Erhöhung des Kirchenschiffs, Errichtung eines Dachturms über dem Chor und die Barockisierung des Inneren. Darin befinden sich eine Balkendecke und eingeschossige Emporen. Der Kanzelaltar ist vermutlich aus dem 17. Jahrhundert. An der Nordseite des rundbogigen Triumphbogens ist ein Altarschrein mit Figuren des Petrus, der heiligen Barbara und des heiligen Gangolf (Hans Gottwalt von Lohr zugeschrieben).